# Deon Burton
Deon John Burton nació el 25 de octubre de 1976 en Reading, Inglaterra es un futbolista anglo-jamaicano, internacional con Jamaica. Su posición es delantero centro y actualmente juega en el FK Qäbälä de la Liga Premier de Azerbaiyán.
Burton alcanzó cierta notoriedad al clasificarse junto a la selección de Jamaica para disputar el Mundial de Francia '98, el primero para el combinado jamaicano. Burton llegó con el cartel de máxima estrella del equipo, ya que marcó uno de los dos tantos que sirvieron para conseguir la clasificación de Jamaica en un partido disputado ante El Salvador. Es conocido como "El Ronaldo del Caribe", por su parecido al delantero brasileño Ronaldo.
Curiosamente, Burton nunca jugó con un club profesional de Jamaica, a pesar de formar parte de su selección nacional.

## Biografía
Deon Burton comenzó su carrera futbolística en las filas del Portsmouth, con quien debutó a los 18 años en la entonces Endsleigh League Division One, segunda división inglesa (hoy Football League Championship). En el Pompey permaneció desde la temporada 1993/94 hasta la 1996/97. Durante ese período, Burton disputó 62 partidos y marcó 10 goles. En la temporada 1996/97, el delantero jamaicano jugó cedido en el Cardiff City, con quien jugó 5 partidos y anotó dos goles. Al finalizar esa temporada fue traspasado al Derby County.
Militando el Derby, Burton alcanzó su mayor apogeo futbolístico al clasificarse con Jamaica para el Mundial de Francia de 1998. Sin embargo, tampoco alcanzó la continuidad necesaria por su juventud y fue cedido en tres ocasiones durante el período que permaneció en los Rams, apodo del Derby, desde 1997 hasta 2002. En 1998 Burton fue cedido al Barnsley FC, en 2002 al Stoke City y en ese mismo año volvió al Pompey. Burton completó con el Derby 125 partidos en los que marcó 25 goles.
En la campaña 2002/03, el Pompey ejerció su opción de compra tras haber tenido a Burton cedido por el Derby, pero tampoco logró asentarse en el equipo, siendo cedido en 2003 al Walsall FC y al Swindon Town. En esta segunda etapa, Burton permaneció en el Portsmouth desde 2002 hasta 2004. En la 2004/05 fue traspasado al Brentford FC y al año siguiente al Rotherham United, confirmándose así el declive del jugador. Sin embargo, en la temporada 2006/07 fichó por el histórico Sheffield Wednesday, en aquel momento en la Football League Championship, y con quien volvió a recuperar su mejor nivel llegando incluso, a reaparecer con los Reggae Boyz, como es conocida la selección de fútbol jamaicana.

### Clubes
| Club                     | País       | Año       |
| ------------------------ | ---------- | --------- |
| Portsmouth FC            | Inglaterra | 1994-1996 |
| Cardiff City             | Inglaterra | 1996-1997 |
| Portsmouth FC            | Inglaterra | 1997      |
| Derby County             | Inglaterra | 1997-1998 |
| Barnsley FC              | Inglaterra | 1998      |
| Derby County             | Inglaterra | 1999-2002 |
| Stoke City               | Inglaterra | 2002      |
| Portsmouth FC            | Inglaterra | 2002      |
| Derby County             | Inglaterra | 2002      |
| Portsmouth FC            | Inglaterra | 2002-2003 |
| Walsall FC               | Inglaterra | 2003      |
| Swindon Town             | Inglaterra | 2003      |
| Portsmouth FC            | Inglaterra | 2003-2004 |
| Brentford FC             | Inglaterra | 2004-2005 |
| Rotherham United         | Inglaterra | 2005-2006 |
| Sheffield Wednesday      | Inglaterra | 2006-2008 |
| Charlton Athletic        | Inglaterra | 2008-2010 |
| FK Qäbälä                | Azerbaiyán | 2010-2012 |
| Gillingham Football Club | Inglaterra | 2012-2013 |
| Scunthorpe United        | Inglaterra | 2013-     |

## Selección nacional
Burton debutó con los Reggae Boyz el 7 de septiembre de 1997, disputando la fase de clasificación para el Mundial de 1998. En la clasificación, Burton anotó 4 goles en 5 partidos, uno de ellos crucial en el Estadio Cuscatlán de San Salvador, donde Jamaica logró su clasificación matemática para el Mundial al empatar, 2-2, contra el combinado de El Salvador y dejando fuera a Costa Rica. Burton, por su juventud y por jugar en la Premier League, se convirtió en el ídolo nacional y se presentó en el Mundial como principal estrella de la sorprendente selección jamaicana. Alcanzó también cierta fama al llegar a Francia con el apodo de El Ronaldo del Caribe, ya que en aquel momento Burton tenía la cabeza rapada y su parecido físico con Ronaldo era inevitable. El que fuera elegido como Deportista del Año en Jamaica en 1998, no cuajó un buen Mundial al igual que su selección, que fue eliinada en la ronda de grupos aunque logró su primera victoria en un Mundial en la última jornada ante Japón. Burton disputó los tres partidos del Mundial, pero no logró marcar.
En 2000 fue incluido en la lista de convocados para disputar la Copa de Oro de 2000, al igual que en la fase de clasificación para el Mundial de Japón y Corea de 2002 y de la Copa de Oro de 2003, aunque después no fue convocado para disputar la fase final. Después de aquello, Burton tuvo que esperar tres años más para volver a ser llamado para jugar con su selección, en Old Trafford ante Inglaterra perdiendo por 6-0. Otros dos años después, en 2008 y ya en las filas del Sheffield Wednesday, Burton volvió a los Reggae Boyz para jugar un amistoso contra Trinidad y Tobago.

### Participaciones en Copas del Mundo
| Mundial                        | Sede    | Resultado      |
| ------------------------------ | ------- | -------------- |
| Copa Mundial de Fútbol de 1998 | Francia | Fase de grupos |

## Curiosidades
- Deon Burton, apodado el Ronaldo del Caribe, cumplió uno de sus sueños al sustituir a su ídolo Ronaldo en el minuto 62 en un partido benéfico entre Estrellas del Resto del Mundo frente a un combinado de Estrellas de Europa disputado en diciembre de 1997.[6]